# 핑시구

핑시 구의 위치

핑시구(한국어: 평계구, 중국어: 平溪區, 병음: Píngxī Qū)는 중화민국 신베이시의 구이다. 넓이는 71.3382km2이고, 인구는 2015년 8월 기준으로 4,895명이다.

## 지리
핑시 구는 신베이시 동북부, 지룽허 상류에 위치하고, 동쪽은 루이팡구, 솽시구와, 남쪽은 핑린구와, 북쪽은 지룽시, 시즈구와 서쪽은 스딩구와 각각 접하고 있다. 평원이 지극히 부족하고, 사면이 산에 둘러싸인 지형을 이루고 있다.

## 역사
청대 건륭 연간, 복건에서 평계로의 이민자의 이주가 시작되어 일본 통치 이전에는 석정보(石碇堡)로 불리고 있었지만, 타이완 총독부에 의해 스테이(石底)와 주분료(十分寮)의 2 지구로 분할되었다. 1920년 10월, 지방제 개편 때 스테이와 주분료가 합병해 헤이케이 장(平渓庄)이 성립했고, 장사무소가 헤이케이 촌에 설치되어 지방 자치가 시작되었다. 전후에 핑시 향으로 개편되어 현재에 이르고 있다.

## 교통
- 타이완 철로관리국 핑시 선